# Dominika Cibulková
Dominika Navara Cibulková (pronunciació eslovac: [domɪnɪka tsɪbulkovaː]; Bratislava, 6 de maig de 1989) és una tennista eslovaca retirada. Coneguda pel seu estil ràpid i agressiu de joc, ha guanyat vuit títols individuals en el circuit WTA i un de dobles.
Cibulková va arribar als quarts de final o millor dels quatre torneigs de Grand Slam. L'assoliment més notable de la seva carrera fins ara és una final a l'Open d'Austràlia 2014, esdevenint la primera dona eslovaca en disputar una final de Grand Slam, i la victòria en el WTA Finals 2016 derrotant a la número 1 en la final.

## Biografia
És filla de Katarina i Milan. Va començar a jugar a tennis amb vuit anys a Piešťany, tot i que als onze es va traslladar amb la seva família a Bratislava per millorar la seva formació.
Amb la col·laboració de l'ex-tennista Marion Bartoli van crear una col·lecció de roba esportiva l'any 2014 amb el títol de "Domi". Té especialment protagonisme l'expressió eslovaca "Pome" (es podria traduir en català com "vinga" o "som-hi").
El 9 de juliol de 2016 es casà amb Michal «Miso» Navara. Poc després d'anunciar la seva retirada del tennis, també va anunciar que estava embarassada. El seu fill Jakub va néixer al juny de 2020.
Es va retirar en finalitzar la temporada 2019 però el seu darrer partit fou en primera ronda del Roland Garros, fent parella amb la txeca Lucie Šafářová, també disputava el seu darrer partit oficial.

## Torneigs de Grand Slam

### Individual: 1 (0−1)
| Resultat  | Núm. | Any  | Torneig          | Oponent | Marcador    |
| --------- | ---- | ---- | ---------------- | ------- | ----------- |
| Finalista | 1.   | 2014 | Open d'Austràlia | Li Na   | 6−7(3), 0−6 |

## Palmarès: 9 (8−1−1)

### Individual: 21 (8−13)
| Abans de 2009                | Després de 2009         |
| ---------------------------- | ----------------------- |
| Grand Slam (0−1)             |                         |
| WTA Tour Championships (1−0) |                         |
| Tier I (0−1)                 | Premier Mandatory (0−1) |
| Tier II (0−1)                | Premier 5 (0−1)         |
| Tier III (0−0)               | Premier (4−2)           |
| Tier IV i V (0−0)            | International (3−6)     |

| Títols per superfície |
| --------------------- |
| Dura (7−9)            |
| Gespa (1−0)           |
| Terra batuda (0−4)    |

| Resultat   | Núm. | Data                 | Torneig                     | Superfície   | Oponent en la final       | Marcador               |
| ---------- | ---- | -------------------- | --------------------------- | ------------ | ------------------------- | ---------------------- |
| Finalista  | 1.   | 13 d'abril de 2008   | Amelia Island, Estats Units | Terra batuda | Maria Xaràpova            | 6−7(7), 3−6            |
| Finalista  | 2.   | 3 d'agost de 2008    | Toronto, Canadà             | Dura         | Dinara Safina             | 2−6, 1−6               |
| Finalista  | 3.   | 16 d'octubre de 2011 | Linz, Àustria               | Dura (i)     | Petra Kvitová             | 4−6, 1−6               |
| Guanyadora | 1.   | 23 d'octubre de 2011 | Moscou, Rússia              | Dura (i)     | Kaia Kanepi               | 3−6, 7−6(1), 7−5       |
| Finalista  | 4.   | 15 d'abril de 2012   | Barcelona, Catalunya        | Terra batuda | Sara Errani               | 2−6, 2−6               |
| Guanyadora | 2.   | 22 de juliol de 2012 | Carlsbad, Estats Units      | Dura         | Marion Bartoli            | 6−1, 7−5               |
| Finalista  | 5.   | 11 de gener de 2013  | Sydney, Austràlia           | Dura         | Agnieszka Radwańska       | 0−6, 0−6               |
| Guanyadora | 3.   | 29 de juliol de 2013 | Stanford, Estats Units      | Dura         | Agnieszka Radwańska       | 3−6, 6−4, 6−4          |
| Finalista  | 6.   | 25 de gener de 2014  | Open d'Austràlia, Austràlia | Dura         | Li Na                     | 6−7(3), 0−6            |
| Guanyadora | 4.   | 1 de març de 2014    | Acapulco, Mèxic             | Dura         | Christina McHale          | 7−6(3), 4−6, 6−4       |
| Finalista  | 7.   | 20 d'abril de 2014   | Kuala Lumpur, Tailàndia     | Dura         | Donna Vekić               | 7−5, 5−7, 6−7(4)       |
| Finalista  | 8.   | 28 de febrer de 2016 | Acapulco                    | Dura         | Sloane Stephens           | 6−4, 4−6, 7−6(5)       |
| Guanyadora | 5.   | 10 d'abril de 2016   | Katowice, Polònia           | Dura         | Camila Giorgi             | 6−4, 6−0               |
| Finalista  | 9.   | 7 de maig de 2016    | Madrid, Espanya             | Terra batuda | Simona Halep              | 2−6, 4−6               |
| Guanyadora | 6.   | 25 de juny de 2016   | Eastbourne, Regne Unit      | Gespa        | Karolína Plíšková         | 7−5, 6−3               |
| Finalista  | 10.  | 1 d'octubre de 2016  | Wuhan, Xina                 | Dura         | Petra Kvitová             | 1−6, 1−6               |
| Guanyadora | 7.   | 16 d'octubre de 2016 | Linz                        | Dura         | Viktorija Golubic         | 6−3, 7−5               |
| Guanyadora | 8.   | 30 d'octubre de 2016 | WTA Finals, Singapur        | Dura         | Angelique Kerber          | 6−3, 6−4               |
| Finalista  | 11.  | 26 d'agost de 2017   | New Haven, Estats Units     | Dura         | Daria Gavrilova           | 4−6, 6−3, 6−4          |
| Finalista  | 12.  | 25 de febrer de 2018 | Budapest, Hongria           | Dura (i)     | Alison Van Uytvanck       | 3−6, 6−3, 5−7          |
| Finalista  | 13.  | 26 de maig de 2018   | Estrasburg, França          | Terra batuda | Anastassia Pavliutxénkova | 7−6(5), 6−7(3), 6−7(6) |

### Dobles: 3 (1−2)
| Abans de 2009                | Després de 2009         |
| ---------------------------- | ----------------------- |
| Grand Slam (0−0)             |                         |
| WTA Tour Championships (0−0) |                         |
| Tier I (0−0)                 | Premier Mandatory (0−0) |
| Tier II (0−0)                | Premier 5 (0−0)         |
| Tier III (0−0)               | Premier (0−0)           |
| Tier IV i V (0−0)            | International (1−2)     |

| Títols per superfície |
| --------------------- |
| Dura (0−0)            |
| Gespa (1−2)           |
| Terra batuda (0−0)    |

| Resultat   | Núm. | Data               | Torneig                         | Superfície | Parella           | Oponents en la final                   | Marcador            |
| ---------- | ---- | ------------------ | ------------------------------- | ---------- | ----------------- | -------------------------------------- | ------------------- |
| Finalista  | 1.   | 17 de juny de 2011 | 's-Hertogenbosch, Països Baixos | Gespa      | Flavia Pennetta   | B. Záhlavová-Strýcová Klára Zakopalová | 6−1, 4−6, [7−10]    |
| Finalista  | 2.   | 21 de juny de 2013 | 's-Hertogenbosch (2)            | Gespa      | A. Parra Santonja | Irina-Camelia Begu A. Medina Garrigues | 6−4, 6−7(3), [9−11] |
| Guanyadora | 1.   | 17 de juny de 2017 | 's-Hertogenbosch                | Gespa      | Kirsten Flipkens  | Kiki Bertens Demi Schuurs              | 4−6, 6−4, [10−6]    |

### Equips: 1 (1−0)
| Resultat   | Núm. | Data               | Torneig                       | Superfície | Equip          | Oponents en la final      | Marcador |
| ---------- | ---- | ------------------ | ----------------------------- | ---------- | -------------- | ------------------------- | -------- |
| Guanyadora | 1.   | 9 de gener de 2009 | Copa Hopman, Perth, Austràlia | Dura (i)   | Dominik Hrbatý | Dinara Safina Marat Safin | 2−0      |

## Trajectòria

### Individual
| Open d'Austràlia | A   | Q1    | 1R    | 4R          | 1R          | 3R          | 2R    | 2R          | F           | QF          | 1R    | 3R          | 1R          | 1R          | 0 / 12    | 19 – 12   |
| Roland Garros | A   | 3R    | 3R    | SF          | 3R          | 1R          | QF    | 2R          | 3R          | A           | 3R    | 2R          | 1R          | 1R          | 0 / 12    | 21 – 12   |
| Wimbledon | A   | Q1    | 1R    | 3R          | 3R          | QF          | 1R    | 3R          | 3R          | 1R          | QF    | 3R          | QF          | A           | 0 / 11    | 22 – 11   |
| US Open | A   | 2R    | 3R    | A           | QF          | 2R          | 3R    | 1R          | 1R          | 3R          | 3R    | 2R          | 4R          | A           | 0 / 11    | 18 – 11   |
| Jocs Olímpics | NC  | NC    | 3R    | No celebrat | No celebrat | No celebrat | 1R    | No celebrat | No celebrat | No celebrat | A     | No celebrat | No celebrat | No celebrat | 0 / 2     | 2 – 2     |
| WTA Finals | A   | A     | A     | A           | A           | A           | A     | A           | A           | A           | G     | A           | A           | A           | 1 / 1     | 3 − 2     |
| Total Victòries−Derrotes | 2–2 | 17–17 | 36–26 | 20–17       | 30–24       | 40–20       | 33–26 | 27–23       | 33–24       | 19–16       | 52–21 | 26–22       | 28–19       | 4–9         | 450 – 299 | 450 – 299 |
| Rànquing a final d'any | 156 | 52    | 19    | 30          | 31          | 18          | 15    | 23          | 11          | 38          | 5     | 26          | 25          | 316         |           |           |
| Llegenda: G: Guanyadora; F: Finalista; SF: Semifinalista; QF: Quarts de final; Q: Qualificació; A: Absent; RR: Round Robin; |     |       |       |             |             |             |       |             |             |             |       |             |             |             |           |           |

### Dobles
| Open d'Austràlia | A   | A   | 1R          | 1R          | 1R          | 2R | 2R          | 1R          | 2R          | 3R  | A           | A           | A           | 0 / 8 | 5 – 8 |
| Roland Garros | A   | 1R  | 1R          | 2R          | A           | 2R | 1R          | 2R          | A           | 2R  | A           | A           | 1R          | 0 / 8 | 4 – 8 |
| Wimbledon | A   | 1R  | 1R          | 3R          | 1R          | 2R | 1R          | 1R          | A           | A   | A           | A           | A           | 0 / 7 | 3 – 7 |
| US Open | 1R  | QF  | A           | 2R          | 2R          | 1R | 1R          | 1R          | 2R          | A   | A           | A           | A           | 0 / 7 | 6 – 7 |
| Jocs Olímpics | NC  | A   | No celebrat | No celebrat | No celebrat | 1R | No celebrat | No celebrat | No celebrat | A   | No celebrat | No celebrat | No celebrat | 0 / 1 | 0 – 1 |
| Rànquing a final d'any | 457 | 141 | 847         | 108         | 157         | 62 | 125         | 346         | 171         | 178 | 196         | –           | –           |       |       |
| Llegenda: G: Guanyadora; F: Finalista; SF: Semifinalista; QF: Quarts de final; Q: Qualificació; A: Absent; RR: Round Robin; NC: No celebrat; |     |     |             |             |             |    |             |             |             |     |             |             |             |       |       |

## Guardons
- WTA Comeback Player of the Year (2016)